# Collegio uninominale Sicilia 1 - 02 (2017)
Il collegio elettorale uninominale Sicilia 1 - 02 è stato un collegio elettorale uninominale della Repubblica Italiana per l'elezione della Camera dei deputati tra il 2017 ed il 2022.

## Territorio
Come previsto dalla legge elettorale italiana del 2017, il collegio era stato definito tramite decreto legislativo all'interno della circoscrizione Sicilia 1.
Era formato da parte del territorio del comune di Palermo (quartieri Altarello, Libertà, Malaspina-Palagonia, Noce, Palazzo Reale-Monte di Pietà, Politeama, Tribunali-Castellammare, Uditore-Passo di Rigano e Zisa).
Il collegio era parte del collegio plurinominale Sicilia 1 - 01.

## Eletti
| Elezione | Elezione | Deputato         | Partito                   |
| -------- | -------- | ---------------- | ------------------------- |
|          | 2018     | Giorgio Trizzino | Movimento 5 Stelle        |
|          | 2021     | Giorgio Trizzino | Gruppo misto-non iscritti |
|          | 2022     | Giorgio Trizzino | Azione                    |
|          | 2022     | Giorgio Trizzino | Gruppo misto-non iscritti |

## Dati elettorali

### XVIII legislatura
Come previsto dalla legge elettorale, 232 deputati erano eletti con sistema a maggioranza relativa in altrettanti collegi uninominali a turno unico.
| Candidati              | Candidati                  | Voti    | %     | Liste                                | Voti    | %     |
| ---------------------- | -------------------------- | ------- | ----- | ------------------------------------ | ------- | ----- |
|                        | Giorgio Trizzino ✔️ Eletto | 44 192  | 41,40 | Movimento 5 Stelle                   | 44 192  | 41,40 |
|                        | Ada Terenghi               | 31 191  | 29,22 | Forza Italia                         | 20 689  | 19,38 |
| Lega                   | Ada Terenghi               | 31 191  | 29,22 | 4 913                                | 4,60    |       |
| Fratelli d'Italia      | Ada Terenghi               | 31 191  | 29,22 | 3 720                                | 3,49    |       |
| Noi con l'Italia - UDC | Ada Terenghi               | 31 191  | 29,22 | 1 869                                | 1,75    |       |
|                        | Milena Gentile             | 20 776  | 19,46 | Partito Democratico                  | 16 322  | 15,29 |
| +Europa                | Milena Gentile             | 20 776  | 19,46 | 3 574                                | 3,35    |       |
| Italia Europa Insieme  | Milena Gentile             | 20 776  | 19,46 | 529                                  | 0,50    |       |
| Civica Popolare        | Milena Gentile             | 20 776  | 19,46 | 351                                  | 0,33    |       |
|                        | Antonella Monastra         | 6 392   | 5,99  | Liberi e Uguali                      | 6 392   | 5,99  |
|                        | Frank Ferlisi              | 1 725   | 1,62  | Potere al Popolo!                    | 1 725   | 1,62  |
|                        | Filippo Carollo            | 1 163   | 1,09  | Il Popolo della Famiglia             | 1 163   | 1,09  |
|                        | Eliana La Cavera           | 379     | 0,36  | Partito Comunista                    | 379     | 0,36  |
|                        | Vittorio Susinno           | 364     | 0,34  | CasaPound                            | 364     | 0,34  |
|                        | Giuseppe Provenzale        | 353     | 0,33  | Italia agli Italiani                 | 353     | 0,33  |
|                        | Giorgio Lo Conte           | 204     | 0,19  | Lista del Popolo per la Costituzione | 204     | 0,19  |
| Totale                 | Totale                     | 106 739 | 100   |                                      | 106 739 | 100   |
|                        |                            |         |       |                                      |         |       |
| Voti non validi        | Voti non validi            | 3 136   | 2,85  |                                      |         |       |
| Votanti                | Votanti                    | 109 875 | 61,85 |                                      |         |       |
| Elettori               | Elettori                   | 177 659 |       |                                      |         |       |